# 威爾斯黨
威爾斯黨（Plaid Cymru – The Party of Wales）是威爾斯的一個左翼民族主義政黨，旨在爭取威爾斯獨立及以成員國身份加入歐盟，並信奉社會民主主義及公民民族主義。

## 简介
该党成立於1925年，前身為威爾斯民族黨（Plaid Genedlaethol Cymru），並於1966年卡馬森選區補選贏取首個下議院議席。
目前，威爾斯黨在英國下議院的32個威爾斯議席中佔有4個議席（12.5%），在威爾斯議會的60個議席中佔有12個議席（20%），並有200名地方議會議員（佔16.4%），包括具有3個地方議會的絕對多數。
自1999年以來，威爾斯黨在大部份時間都是威爾斯的反對黨；在2007年至2011年期間，該黨與威爾斯工黨籌組聯合政府，曾經短暫執政。

## 黨綱
據其黨章，威爾士黨的目標爲：
- 以支持在歐盟內實踐獨立爲方式推動威爾士的憲制發展；
- 以去中心化的社會主義為根基確保經濟發展、社會正義、和環境健康；
- 以建立一個基於平等公民權、尊重不同文化和傳統、和人人不論種族、國籍、性別、性取向、信仰、年齡、能力、和社會背景的國民社會。
- 以推廣威爾士語建立雙語社會；
- 支持威爾士在世界層面的貢獻和成爲聯合國會員國。

## 黨魁列表
| 黨魁 | 黨魁                 | 任期開始      | 任期結束      |
| ---- | -------------------- | ------------- | ------------- |
| 1    | 劉易斯·瓦倫丁        | 1925年        | 1926年        |
| 2    | 桑德斯·劉易斯        | 1926年        | 1939年        |
| 3    | 約翰·愛德華·丹尼爾   | 1939年        | 1943年        |
| 4    | 阿比·威廉斯          | 1943年        | 1945年        |
| 5    | 格溫福·埃文斯        | 1945年8月1日  | 1981年        |
| 6    | 達菲德·威格利        | 1981年        | 1984年        |
| 7    | 達菲德·埃利斯-托馬斯 | 1984年        | 1991年        |
| (6)  | 達菲德·威格利        | 1991年        | 2000年8月4日  |
| 8    | 愛恩·維恩·瓊斯       | 2000年8月4日  | 2012年3月16日 |
| 9    | 莉安·伍德            | 2012年3月16日 | 2018年9月28日 |
| 10   | 亞當·普萊斯          | 2018年9月28日 | 2023年5月16日 |
| -    | 利爾·格魯菲德 (署任) | 2023年5月16日 | 2023年6月16日 |
| 11   | 琳·阿普伊奧沃思      | 2023年6月16日 | 現任          |